# 캐서린 스콜세즈
캐서린 스콜세즈(Catherine Scorsese, 1912년 4월 16일 ~ 1997년 1월 6일)는 미국의 배우, 영화배우이다.

## 영화
- 카지노 (1995년)
- 케이프 피어 (1991년)
- 대부 3 (1990년)
- 좋은 친구들 (1990년) - 미시즈 드비토, 토미의 어머니 역
- 문스트럭 (1987년)
- 코미디의 왕 (1983년)
- 이탈리아인 (1974년)
- 비열한 거리 (1973년)
- 누가 내 문을 두드리는가? (1968년)
- 아이 콜 퍼스트 (1967년)